# Филип II фон Ханау-Мюнценберг
Филип II фон Ханау-Мюнценберг (на немски: Philipp II von Hanau-Münzenberg; * 17 август 1501, † 28 март 1529) е от 1512 г. граф на Ханау-Мюнценберг.
Той е син на граф Райнхард IV фон Ханау-Мюнценберг (1473 – 1512) и графиня Катарина фон Шварцбург-Бланкенбург (1470 – 1514), дъщеря на Гюнтер XXXVIII фон Шварцбург-Бланкенбург (1450 – 1484) и на Катарина фон Кверфурт († 1521). На 11 години той поема графството.
Граф Филип II фон Ханау-Мюнценберг умира на Великден 1529 г. едва на 28 години. Съпругата му е в напреднала бременност. На другия ден той е погребан в църквата Св. Мария в Ханау.

## Фамилия
Филип II се жени на 27 януари 1523 г. за графиня Юлиана фон Щолберг (1506 – 1580), дъщеря на граф Бото фон Щолберг (1467 – 1538). Те имат пет деца:
- Райнхард (1524 – 1525)
- Катарина (1525 – 1581), омъжена за граф Йохан IV фон Вид-Рункел (ок. 1505 – 1581)
- Филип III (1526 – 1561)
- Райнхард (1528 – 1554)
- Юлиана (1529 – 1595), омъжена I. на 13 септември 1548 за граф Томас фон Залм-Кирбург (1529 – 1553); II. на 18 януари 1567 за императорския съветник граф Херман фон Мандершайд-Бланкенхайм (1535 – 1604).

Вдовицата му Юлиана от Щолберг се омъжва на 20 септември 1531 г. за граф Вилхелм Богатия от Насау-Диленбург (1487 – 1559) и има с него дванадесет деца.